# عبد القادر النجدي
عبد القادر النجدي، المعروف أيضًا باسم أبي معاذ التكريتي، هو عراقي وهو زعيم تنظيم الدولة الإسلامية في ليبيا خلفاً لأبي نبيل الأنباري. يعتقد أنه قُتل في سبتمبر 2020.

## سيرته
في بعض الأحيان يعتقد البعض أنه سعودي بسبب لقبه "النجدي"، لكنه عراقي من مدينة تكريت كما يدل على ذلك لقبُه. لا ينبغي الخلط بينه وبين أبي حبيب الجزراوي، الذي كان قيادياً سعودياً في تنظيم داعش وتوفي في ليبيا.
حل النجدي محل أبي نبيل الأنباري الذي قُتل في نوفمبر 2015. حيث أُعلنَ عن تعيينه في النشرة الإخبارية صحيفة النبأ في مارس 2016.

## أنباء مقتله
أفاد الجيش الوطني الليبي في سبتمبر 2020 أنه قتل خلال مداهمة مدينة سبها الرجل الذي قاد الفرع الليبي لتنظيم الدولة الإسلامية منذ عام 2015 والذي عرف باسم أبي معاذ العراقي، والمعروف أيضًا باسم أبي عبد الله العراقي.